# Ivan Rebroff
Ivan Rebroff, născut Rolf Rippert (n. 31 iulie 1931, Berlin, Republica de la Weimar – d. 27 februarie 2008, Frankfurt am Main, Germania), a fost un cântăreț german, cu o voce cu care putea urca mai mult de patru octave.

## Biografie
Tatăl lui a fost un inginer din Hessa.
In tinerețe Ivan Rebroff a trăit în Belzig și Halle (Saale), unde a făcut parte din corul orașului Halle. Rebroff a studiat după ce a primit o bursă în perioada 1951–1959 la Școala superioară de muzică din Hamburg. În anul 1958 a luat parte la un concurs de muzică organizat în cadrul institutului de muzică, concurs pe care l-a câștigat.  Ulterior a cântat cu succes în Corul cazac Marea Neagră, în cel al cazacilor din Ural și in cel al cazacilor de pe Don.
Ivan Rebroff a devenit mai renumit în rolul lăptarului din Tevje in Musical Anatevka in Paris sau în piesele Bărbierul din Sevilla, Boris Godunov, Voievodul Țiganilor, Sânge vienez și Cavalerul rozelor. Rebroff a apărut în diferite emisiuni televizate și a participat la nenumărate concerte.
A locuit în diferite localități, ca Zell-Weierbach, o localitate ce aparține de Offenburg, sau pe insula grecească Skopelos unde, la vârsta de 60 de ani, a fost declarat „cetățean de onoare”, și unde a trăit până aproape de moarte.
În anul 2007 la Viena i s-a acordat „Crucea de Onoare”.
În timpul vieții, Rebroff a primit 49 de discuri de aur și unul de platină, fiindu-i vândute în lume peste 10 milioane de discuri.
A murit din cauza unei insuficiențe cardiace la vârsta de 76 de ani, într-un spital din Frankfurt am Main.